# Onitis deceptor
Onitis deceptor là một loài bọ cánh cứng trong họ Bọ hung (Scarabaeidae).